# Enders Colsman AG
Enders Colsman AG — немецкое предприятие, являющееся производителем и поставщиком штампованных изделий из листового металла.
Под одноимённой торговой маркой разрабатывает и выпускает газовые грили, газовые уличные обогреватели, электрические инфракрасные обогреватели, товары для кемпинга и другое оборудование, предназначенное для профессионального и бытового использования.

## История
В 1883 году (по другим данным в 1894 году) слесарь-профессионал Аугуст Эндерс создал в Ратмеке собственное небольшое кузнечное производство, используя воды местной реки Рамеде, которая вращала водяные колеса и приводила в действие кузнечные молоты и меха кузнечного горна. В 1910 году Аугуст Эндерс умер. К этому времени число сотрудников его компании выросло до 350 человек. С участием Аугуста Адами и Франца Паульманна предприятие было реорганизовано в товарищество с ограниченной ответственностью, а в 1923 году — в акционерное общество.
К началу Первой мировой войны трудовой коллектив компании вырос вдвое. Пережив военные годы, компания продолжила работу в своей нише — производило элементы внутренней отделки помещений, велосипедные фонари и товары для кемпинга. В годы Второй мировой войны «August Enders AG» также производило элементы военного назначения, вследствие чего стало мишенью для бомбардировщиков стран антигитлеровской коалиции. С 1955 года компания производила бензиновые примусы, предназначенные для использования в походных условиях, которые, в частности, поставлялись в Бундесвер.

## Деятельность
24 сентября 2004 года на основании договора о слиянии от 30 августа 2004 года «August Enders AG» объединилась с «Colsman+ Co GmbH», в результате чего новая компания получила свое современное название «Enders Colsman AG».
Продукция предприятия экспортируется в страны Европы и Северной Америки. В 2006 году ею созданы производственные мощности в Китае. Присутствует она и на территории бывшего СССР, создав своё представительство на Украине — Enders-Украина Архивная копия от 11 марта 2022 на Wayback Machine, и в России — Enders-Россия Архивная копия от 18 апреля 2016 на Wayback Machine. Имеет сертификат ISO 9001:2008.
В 2012 году компания «Enders Colsman AG» была экспонентом международной выставки «Barbecue Expo-2012» в Москве.